# Delfino Pescara 1936
Delfino Pescara 1936 ist ein italienischer Fußballverein aus Pescara, einer Stadt in den Abruzzen. Der Verein trägt seine Heimspiele seit dem 29. Dezember 1955 im Stadio Adriatico – Giovanni Cornacchia aus. Der im Jahr 1936 als Pescara Calcio gegründete Verein absolvierte bislang sieben Spielzeiten in der Serie A. Der Verein qualifizierte sich im Jahr 1977 erstmals für die höchste italienische Spielklasse und ist bisher der einzige Verein aus der Region Abruzzen, der in der Serie A gespielt hat.

## Geschichte

### Anfänge
Zwar wurde der Verein offiziell erst 1936 gegründet, aber Fußball wurde in Pescara bereits vorher gespielt. Als 1927 die Provinz Pescara entstand, gründete sich der Verein „Tito Acerbo“, der allerdings ohne Erfolge blieb.
1930 wurde ein neuer Verein, der S.S. Abruzzo, ins Leben gerufen. Da jedoch ein Überangebot an Spielern bestand, bildete man kurzerhand zwei Teams: S.S. Abruzzo A und S.S. Abruzzo B. Beide Mannschaften nahmen 1931/32 an der Meisterschaft der zweiten regionalen Division teil. S.S. Abruzzo B wurde schließlich vor den Clubs aus L’Aquila und Chieti Meister. 1932 änderte der Verein seinen Namen und trat nunmehr als A.S. Pescara an. Da die Erfolge ausblieben, wurde auch dieser Club schnell wieder aufgelöst.
Vier Jahre nach Gründung des A.S. wurde dann der S.S. Pescara (offiziell Società Sportiva Pescara Calcio, heute Pescara Calcio) ins Leben gerufen. Erstmals spielte das neu gegründete Team in den bis heute traditionellen weiß und himmelblau gestreiften Trikots. Davon leitet sich auch die Bezeichnung des Teams als "biancazzurri" ab. Aufgrund ihrer weiß-blauen Trikots und Vereinsfarben wird der Klub heute zumeist BiancAzzurri genannt und ist außerdem auch – heutzutage immer seltener – als Delfini bekannt. Im Gründungsjahr 1936 wurde Angelo Vetta zum ersten Präsidenten ernannt, und Edmondo De Amicis wurde zum ersten Trainer der Vereinsgeschichte. Zu dieser Zeit spielte die Mannschaft auf einem zum Fußballplatz umfunktionierten Acker.
Die S.S. Pescara nahm in der Saison 1937/38 an der Meisterschaft der regionalen 1. Division teil. Bereits im ersten Jahr wurde der Titel mit einem Punkt Vorsprung vor dem Team aus Ascoli errungen. Dies bedeutete zugleich den Aufstieg in die Serie C. Der neue Trainer Pietro Piselli ging somit als erster Erfolgstrainer in die Geschichte des Vereins ein. In den Folgejahren wurden bei Pescara fast jährlich ein Trainerwechsel vorgenommen. Für die Saison 1940/41 übernahm Mario Pizziolo, der als Spieler mit der italienischen Nationalmannschaft die Fußball-Weltmeisterschaft 1934 gewann, den Verein und erreichte mit der Mannschaft als Sieger des Girone F die Aufstiegsspiele zur zweithöchsten Spielklasse, der Serie B, und setzte sich in diesen zusammen mit der US Fiumana durch. In jener Spielzeit wurde der Angreifer Mario Tontodonati zum Torschützenkönig der dritthöchsten Liga. In der Saison 1941/42 erreichte Pescara den dritten Rang in der zweithöchsten Spielklasse und verfehlte nur knapp den Aufstieg in die Serie A. Die darauffolgende Saison endete auf dem 8. Rang, und der Klassenerhalt wurde sichergestellt. Nachdem die nationale Meisterschaft aufgrund des Zweiten Weltkriegs unterbrochen wurde, wurde im Jahr 1946 der Spielbetrieb wieder aufgenommen. Die Mannschaft verpasste mit 37 Punkten erneut die Promotion für die höchste Liga und platzierte sich mit sieben Zählen Rückstand auf Salernitana Calcio stattdessen auf dem dritten Rang des Girone C.

### Der Abstieg in die Amateurligen und die Rückkehr in die Serie B
Zwei Jahre später stieg Pescara als Tabellenletzter wieder in die Serie C ab und wurde ein Jahr später sogar in die Promozione Interregionale durchgereicht. Nach zwei Jahren in der Promotione gelang der Aufstieg in die IV Serie. Am 29. Dezember 1955 wurde mit der Partie gegen Como Calcio das neue Heimstadion der Biancoazzurri, das Stadio Adriatico, eingeweiht. Nach der Saison 1957/58 folgte die Rückkehr in die Serie C. Die Mannschaft erreichte in den folgenden Jahren fast konstant die gesicherten Mittelfeldränge in der dritten Spielklasse, musste jedoch nach der Spielzeit 1971/72 als Drittletzter der Girone C den Gang in die Serie D antreten. Damit war die Mannschaft vorübergehend nicht mehr im Profifußball vertreten. Nach nur einem Jahr folgte mit dem Gewinn des Girone H der direkte Wiederaufstieg in die Serie C und in der darauffolgenden Spielzeit 1973/74 schaffte Pescara als Sieger des Girone C den Durchmarsch und erstmals seit 25 Jahren die Qualifikation für die zweithöchste Spielklasse. Den Ausschlag gab dabei die verhängte Strafe des italienischen Verbandes, die der zweitplatzierten US Lecce einen Minuspunkt auferlegte, wodurch Pescara Calcio den ersten Rang übernahm. In den Spielzeiten 1974/75 und 1975/76 schaffte die Mannschaft mit einer Platzierung im gesicherten Mittelfeld den Klassenerhalt in der Serie B.

### Der erstmalige Aufstieg in die Serie A und die Folgezeit
| Saison | Platz | Liga     |
| --- | ----- | -------- |
| 1976/77 | 03    | Serie B  |
| 1977/78 | 016   | Serie A  |
| 1978/79 | 03    | Serie B  |
| 1979/80 | 016   | Serie A  |
| 1980/81 | 06    | Serie B  |
| 1981/82 | 020   | Serie B  |
| 1982/83 | 02    | Serie C1 |
| 1983/84 | 012   | Serie B  |
| 1984/85 | 07    | Serie B  |
| 1985/86 | 017 * | Serie B  |
| 1986/87 | 01    | Serie B  |
| 1987/88 | 014 * | Serie A  |
| 1988/89 | 015   | Serie A  |
| 1989/90 | 08    | Serie B  |
| 1990/91 | 013   | Serie B  |
| 1991/92 | 02    | Serie B  |
| 1992/93 | 018   | Serie A  |
| 1993/94 | 015   | Serie B  |
| 1994/95 | 011   | Serie B  |
| 1995/96 | 09    | Serie B  |
| 1996/97 | 06    | Serie B  |
| 1997/98 | 013   | Serie B  |
| 1998/99 | 05    | Serie B  |
| 1999/00 | 013   | Serie B  |
| 2000/01 | 020   | Serie B  |
| 2001/02 | 04    | Serie C1 |
| 2002/03 | 02    | Serie C1 |
| * 1985/86: Pescara verblieb aufgrund der Insolvenz von Palermo Calcio in der Serie B * 1987/88: Pescara verblieb aufgrund einer 5-Punkte-Strafe gegen den FC Empoli in der Serie A |       |          |

Die Saison 1976/77 bedeutete mit dem Erreichen des dritten Ranges in der Meisterschaft und dem damit verbundenen erstmaligen Aufstieg in die höchste italienische Spielklasse den damals größten Erfolg der Vereinsgeschichte. Die Erstklassigkeit des Vereins dauerte jedoch nur ein Jahr, und Pescara stieg als Tabellenletzter wieder ab.
Ein Jahr später gelang der Mannschaft den direkten Wiederaufstieg. Nachdem der dritte Platz in der Serie B errungen wurde, besiegte man im Entscheidungsspiel die AC Monza Brianza und realisierte den Aufstieg in die Serie A erneut. Doch die Mannschaft genügte wiederum den Anforderungen in der höchsten Spielklasse nicht und fiel zum Saisonende wieder eine Stufe zurück. Zwei Jahre später folgte mit dem Abstieg in die Serie C1 der nächste Rückschlag. Auch die drei Trainer Saul Malatrasi, Mario Tiddia und Giuseppe Chiappella konnten den Abstieg nicht verhindern. Der neue Trainer Domenico Rosati, der bereits zwischen 1972 und 1976 die Mannschaft geführt hatte, übernahm daraufhin die Nachfolge. Dieser führte den Verein zur sofortigen Rückkehr in die Serie B und zum Klassenerhalt. Nach dem Gewinn der Serie-B-Meisterschaft in der Saison 1986/87 schaffte die Mannschaft mit dem Cheftrainer Giovanni Galeone zum dritten Mal in der Vereinsgeschichte den Aufstieg in die Serie A. Im Gegensatz zu den ersten beiden Teilnahmen an der höchsten Spielklasse wurde diesmal im ersten Jahr der Klassenerhalt geschafft, da dem FC Empoli eine 5-Punkte-Strafe auferlegt wurde und Pescara sich somit vor dem toskanischen Verein platzierte und dieser in die Serie B abstieg. In derselben Saison nahm der Verein zudem erstmals an einem internationalen Pokalwettbewerb teil und absolvierte die Austragung des Mitropapokals in der Saison 1987/88. In einer Dreiergruppe mit Váci Izzo und dem ŠK Slovan Bratislava erspielte sich die Mannschaft in der ersten Partie einen 4:1-Sieg gegen Váci Izzo und unterlag im zweiten Gruppenspiel knapp mit 1:0 gegen Slovan Bratislava. Da alle drei Teams je zwei Punkte aufwiesen, qualifizierte sich der ungarische Verein Váci Izzo aufgrund der besten Tordifferenz für das Endspiel gegen die SC Pisa. Die toskanische Mannschaft sicherte sich durch ein 3:0 den Turniersieg.
In der Spielzeit 1988/89 startete Pescara mit dem neuverpflichteten brasilianischen Angreifer Tita und den bereits seit einem Jahr bei Pescara spielenden Nationalspielern Júnior und Edmar in die Saison. Nachdem das Team mit einem Punkt aus den ersten beiden Spielen gestartet war, folgte am dritten Spieltag mit dem 2:8 in Neapel die höchste Niederlage der Saison. In jener Partie erzielte Andrea Carnevale drei Tore für die SSC Neapel, Careca und Diego Maradona trafen je zwei Mal. Die beiden Treffer für Pescara Calcio durch Gian Piero Gasperini und Edmar fielen durch zwei Elfmetertore. Die größte Überraschung gelang am 18. Spieltag, als der Klub mit 3:1 im Auswärtsspiel bei der AS Rom siegte. Der Brasilianer Tita erzielte dabei innerhalb von 25 Minuten alle Treffer für die Gäste. Eine Runde später unterlag Pescara im Auswärtsspiel bei der AC Mailand mit 1:6 und fiel somit erneut zurück. Bis zum Saisonende erspielte sich die Mannschaft insgesamt fünf Siege und verlor zwölf Partien. Schließlich stieg Pescara als Drittletzter mit 27 Zählern wieder in die Serie B ab.
Die darauffolgenden zwei Jahre in der Meisterschaft endeten durchwachsen mit Rang 8 und 13. Der Verein qualifizierte sich zur Saison 1992/93 zum vorerst letzten Mal für die höchste italienische Spielklasse. Die Mannschaft startete erfolgreich in die Spielzeit und bezwang am ersten Spieltag die AS Rom. In der zweiten Runde unterlag das Team mit 4:5 nur knapp der AC Mailand, dreifacher Torschütze für die Mailänder war der Niederländer Marco van Basten. In jener Partie erzielte zudem der Abwehrspieler Franco Baresi zwei Eigentore. Die höchsten Niederlagen erlebte die Mannschaft am 18. und 34. Spieltag, als die Begegnungen gegen Milan bzw. Cagliari Calcio mit 0:4 verloren wurden. Am 30. Mai 1993 gelang Pescara Calcio die größte Überraschung der Saison: man besiegte im heimischen Stadio Adriatico den Rekordmeister Juventus Turin mit 5:1. Zum Saisonende verpasste die Mannschaft mit 17 Punkten den Klassenerhalt jedoch klar und trat danach erneut in der Serie B an. Für die Saison 1993/94 wurden dem Verein wegen sportlichen Betrugs drei Minuspunkte auferlegt. Mit 35 Zählern platzierte sich Pescara als 15. der Liga vor der punktgleichen AS Acireale und dem Absteiger AC Pisa auf einem Nichtabstiegsplatz und verhinderte erfolgreich den Fall in die Serie C1.
In den folgenden zwei Jahren gelang mit Rang elf und neun ein leichter Aufwärtstrend. Die Saison 1997/98 endete auf Platz 13 und einer erneuten Platzierung im Tabellenmittelfeld. Die folgende Saison 1998/99 begann mit einer 1:4-Niederlage bei Hellas Verona und endete mit einem 3:2-Sieg gegen Brescia Calcio. Der langjährige Mittelfeldakteur Michele Gelsi spielte die beste Saison seiner Karriere und erzielte 13 Saisontore. Die Mannschaft sammelte 63 Punkte und verfehlte den Aufstieg nur um einen Zähler. In der folgenden Spielzeit folgte wieder ein Rückschritt und der Verein sicherte sich mit zwei Punkten Vorsprung den Klassenerhalt. Zu Beginn des neuen Jahrtausends mit der Saison 2000/01 scheiterte Pescara als Tabellenletzter deutlich am angestrebten Ligaerhalt und erspielte sich lediglich 22 Punkte. Die Hauptschwäche des Teams war dabei die schwache Offensive, die in 38 Partien nur 30 Tore erzielte. Nach zwei Jahren in der dritten Spielklasse folgte nach dem 2. Rang des Girone B hinter der punktgleichen US Avellino die Teilnahme an den Play-offs zum Wiederaufstieg in die Serie B. In diesen wurde im Halbfinale die SS Sambenedettese Calcio mit einem Gesamtscore von 2:1 Toren besiegt. Das Hinspiel der Finalspiele um den Aufstieg gegen die ASD Martina endete auswärts torlos. Im Stadio Adriatico siegten die Hausherren mit 2:0 und qualifizierten sich erneut für die Teilnahme an der Serie B.

### Jüngere Vergangenheit
| Saison | Platz | Liga                     |
| --- | ----- | ------------------------ |
| 2003/04 | 022 * | Serie B                  |
| 2004/05 | 020 * | Serie B                  |
| 2005/06 | 011   | Serie B                  |
| 2006/07 | 022   | Serie B                  |
| 2007/08 | 06    | Serie C1                 |
| 2008/09 | 012   | Lega Pro Prima Divisione |
| 2009/10 | 02 *  | Lega Pro Prima Divisione |
| 2010/11 | 013   | Serie B                  |
| 2011/12 | 01    | Serie B                  |
| 2012/13 | 020   | Serie A                  |
| 2013/14 | 015   | Serie B                  |
| * 2003/04: Pescara verblieb aufgrund der Insolvenz von Ancona Calcio in der Serie B * 2004/05: Pescara verblieb aufgrund des Zwangsabstiegs des CFC Genua in der Serie B * 2009/10: Pescara stieg nach Playoff-Siegen gegen AC Reggiana und Hellas Verona in die Serie B auf |       |                          |

Nachdem Pescara Calcio in der Saison 2003/04 den 22. Platz in der Serie B belegt hatte, stieg man auf Grund finanzieller Probleme anderer Vereine nicht ab, sondern erhielt die Spielberechtigung für ein weiteres Jahr in der Serie B.
In der darauffolgenden Saison 2004/05 erging es dem Club ähnlich: Obwohl sportlich abgestiegen, wurde man vom Italienischen Fußballverband (FIGC) aufgrund des Zwangsabstiegs des CFC Genua erneut in die zweithöchste Spielklasse eingestuft.
In der Saison 2005/06 sicherte sich Pescara Calcio mit Rang zwölf den Klassenerhalt mit sportlichen Mitteln. In der Saison 2006/07, in der auch ein Wechsel an der Spitze des Vereins – der Italo-Amerikaner Massimiliano Pincione folgte nach einigen Irrungen und Wirrungen als Präsident auf Dante Paterna – erfolgte, stieg Pescara Calcio abgeschlagen als Tabellenletzter (22.) in die Serie C1 ab.
Für die Saison 2007/08 erhielt der Verein nur mit Mühe die Zulassung durch den Italienischen Fußballverband. Im Oktober gab der erst im Frühjahr angetretene Massimiliano Pincione seine Anteile am Verein zurück. Das Präsidentenamt übernahm Gerardo Soglia, Inhaber der Hotel-Kette Gruppo Soglia. Die Mannschaft erreichte den siebten Rang und blieb mit 53 Punkten nur vier Zähler hinter der zweitplatzierten AC Ancona zurück, die den direkten Aufstieg in die Serie B schaffte. Auch aufgrund der Bestrafung durch den Verband, der Pescara Calcio wegen finanzieller Schwierigkeiten einen Punkt abgezogen hatte, wurde die Qualifikation für die Play-offs verpasst. Stattdessen trat der punktgleiche Verein Perugia Calcio an. In der darauffolgenden Saison 2008/09, in der inzwischen in Lega Pro Divisione umbenannten Spielklasse, fiel Pescara auf den 12. Rang zurück und belegte einen sicheren Mittelfeldplatz.
Am 19. Dezember 2008 wurde die Insolvenz des Vereins bekannt gegeben. Der Verein wurde als Delfino Pescara 1936 neugegründet und übernahm damit die Erfolge und die Titel der insolventen Pescara Calcio. Zur Spielzeit 2009/10 wurde der ehemalige Nationalspieler Antonello Cuccureddu als neuer Trainer verpflichtet, nachdem sein Vorgänger Giuseppe Galderisi aufgrund der enttäuschenden Ergebnisse entlassen worden war. Cuccureddu führte die Mannschaft auf die vorderen Ränge. Er wurde am 12. Januar 2010 nach der zwei Tage zuvor erlittenen Heimniederlage gegen die SS Cavese entlassen und durch Eusebio Di Francesco ersetzt. Das Team lag zu diesem Zeitpunkt als Tabellenvierter vier Zähler hinter dem Erstplatzierten Hellas Verona zurück.
Unter der Führung des neuen Cheftrainers Di Francesco setzte sich die Mannschaft im Verlauf der Saison in den oberen Rängen fest und hielt mit wenigen Punkten Rückstand auf den ersten Rang die Möglichkeit des direkten Aufstiegs offen. Am 34. Spieltag gewann das Team im Auswärtsspiel bei Real Marcianise mit 3:2 und stand bis wenige Minuten vor Spielende auf dem ersten Tabellenrang. Zeitgleich trafen der Tabellenführer Calcio Portogruaro Summaga und das auf Platz drei liegende Hellas Verona aufeinander. Der 1:0-Siegtreffer zugunsten von Portogruaro fiel in der 90. Minute, womit der Verein mit 59 Punkten wieder die Tabellenführung übernahm und sich den direkten Aufstieg in die Serie B sicherte. Pescara Calcio, das sich einen Zähler weniger erspielt hatte, trat zusammen mit Hellas Verona, Rimini Calcio und der AC Reggiana in den Play-offs um den zweiten Aufstiegsplatz in die Serie B an. In den Halbfinals setzte sich die Mannschaft gegen Reggiana nach einem 0:0 im Auswärtsspiel mit einem 2:0-Heimsieg durch und erreichte die Finalspiele. Das Hinspiel in Verona endete mit 2:2, am 13. Juni 2010 wurde mit einem 1:0-Heimsieg durch einen Treffer von Massimo Ganci nach drei Jahren wieder die Rückkehr in die zweithöchste Spielklasse sichergestellt.
In der Saison 2011/12 sicherte sich Pescara Calcio am letzten Spieltag – dank eines Treffers in der 91. Minute durch Riccardo Maniero – den ersten Platz in der Serie B. Durch den 1:0-Heimsieg gegen ASG Nocerina kehrte der Klub nach 20 Jahren in die erste italienische Liga zurück. In der Saison 2012/13 blieb der Verein abgesehen von wenigen Achtungserfolgen wie beispielsweise einem Sieg gegen die AC Florenz und einem Unentschieden gegen die AS Rom im Abstiegskampf weitgehend chancenlos und beendete die Saison mit 22 Punkten abgeschlagen auf dem letzten Tabellenplatz, was den direkten Abstieg in die Serie B zur Folge hatte. Insbesondere die Defensive, mit 84 Gegentoren die klar schlechteste der Liga, präsentierte sich desolat.
In der Spielzeit 2014/15 wurde kurz vor Saisonende und den folgenden Aufstiegs-Play-offs Massimo Oddo, der selbst in Pescara geboren ist, als neuer Trainer installiert. Er führte das Team bis ins Finale der Relegationsspiele, wo man gegen den FC Bologna nach einem 0:0 zu Hause und einem 1:1 in Bologna nicht aufstieg, da für Bologna der bessere Tabellenplatz in der regulären Saison ausschlaggebend war.
In der folgenden Saison 2015/16 qualifizierte man sich mit dem vierten Platz wiederum für die Aufstiegs-Play-offs. Pescara erreichte erneut das Finale, in welchem Trapani Calci mit 2:0 im Hinspiel und 1:1 im Rückspiel besiegt wurde und somit der siebte Aufstieg in die Serie A errungen wurde. Gianluca Lapadula avancierte in dieser Spielzeit mit 27 Toren zu einem der Aufstiegshelden.
Nachdem einige Leistungsträger nicht gehalten werden konnten, stieg man in der folgenden Spielzeit als Letzter direkt wieder ab. Der zuvor noch gefeierte Aufstiegstrainer Oddo war im Laufe der Spielzeit durch den früheren Aufstiegstrainer Zdeněk Zeman ersetzt worden, mit dem der Neuaufbau und damit vor allem der erneute Aufstieg in Angriff genommen werden sollte.

## Ehemalige Spieler
| - Vlada Avramov - Morgan De Sanctis - Giuseppe Gatta - Massimo Piloni - Giuseppe Zinetti | - Giuliano Andreuzza - Lorenzo Amoruso - Giorgio Benini - Cristiano Bergodi - Andrea Camplone - Massimo Carrera - Giacomo Dicara - Roberto Galbiati - Per Krøldrup - Davide Nicola - Salvatore Nobile - Ennio Pellegrini - Ubaldo Righetti - John Sivebæk - Massimo Volta - Luciano Zauri | - Massimiliano Allegri - Luca Antonini - Manuele Blasi - Gaetano D’Agostino - Gianni De Biasi - Dunga - Stefano Ferretti - Gian Piero Gasperini - Michele Gelsi - Júnior - Giovanni Loseto - Rolando Mandragora - Franco Marchegiani - Ottavio Palladini - Giorgio Roselli - Blaž Slišković - Adrian Stoian - Vincenzo Zucchini - Marco Verratti | - Edi Bivi - Stefano Borgonovo - Emanuele Calaiò - Andrea Carnevale - Alberto Cerri - Edmar Bernardes dos Santos - Mauro Esposito - Carmine Gautieri - Federico Giampaolo - Gianluca Lapadula - Massimo Margiotta - Bortolo Mutti - Matteo Politano - Giuseppe Sculli - Tita - Ciro Immobile - Lorenzo Insigne - Gianluca Caprari |

## Ehemalige Trainer
- Davide Ballardini
- Tarcisio Burgnich
- Luigi De Canio
- Ilario Castagner
- Enrico Catuzzi
- Sergio Cervato
- Giuseppe Chiappella
- Serse Cosmi
- Antonello Cuccureddu
- Giuseppe Galderisi
- Giovanni Galeone
- Gustavo Giagnoni
- Luigi Maifredi
- Carlo Mazzone
- Massimo Oddo
- Edoardo Reja
- Delio Rossi
- Maurizio Sarri
- Giovanni Stroppa
- Luciano Zauri
- Zdeněk Zeman
- Giuseppe Pillon

## Nationalspieler
Der Angreifer Giacomo Neri spielte von 1948 bis 1950 für den Verein und war mit seinem Länderspieleinsatz am 12. November 1939 gegen die Schweiz der erste Nationalspieler in der Geschichte von Pescara Calcio. Während der 1980er- und 1990er-Jahre waren zudem mehrere bekannte ausländische Nationalspieler bei Pescara aktiv. Der 26-fache jugoslawische Nationalspieler Blaž Slišković spielte von 1987 bis 1988 und 1992 bis 1994 für den Verein, der brasilianische Mittelfeldspieler Júnior von 1987 bis 1989. Weitere langjährige Nationalspieler, die bei Pescara unter Vertrag standen, waren auch John Sivebæk und Dunga. In der Saison 2013/14 stehen insgesamt fünf aktuelle oder ehemalige A-Nationalspieler beim Verein unter Vertrag, davon drei Italiener.
Bisher kamen 17 Spieler der Biancazzurri zu einem Einsatz für die italienische Nationalmannschaft. Es werden alle Partien aufgeführt, die der Spieler für sein Heimatland bestritten hat und ist unabhängig davon, wann der Spieler beim Verein unter Vertrag stand.
| Name               | Spiele | Tore | Zeitraum  |
| ------------------ | ------ | ---- | --------- |
| Fabio Bazzani      | 3      | 0    | 2003–2004 |
| Manuele Blasi      | 8      | 0    | 2004–2005 |
| Stefano Borgonovo  | 3      | 0    | 1989      |
| Andrea Carnevale   | 10     | 2    | 1989–1990 |
| Massimo Carrera    | 1      | 0    | 1992      |
| Gaetano D’Agostino | 5      | 0    | 2009      |
| Morgan De Sanctis  | 6      | 0    | 2005–2012 |
| Mauro Esposito     | 6      | 0    | 2004–2006 |
| Lorenzo Insigne    | 4      | 1    | 2012–     |
| Giuseppe Mascara   | 1      | 0    | 2009      |
| Giacomo Neri       | 3      | 1    | 1939–1940 |
| Ivan Pelizzoli     | 2      | 0    | 2003–2004 |
| Alberto Piccinini  | 5      | 0    | 1949–1952 |
| Ubaldo Righetti    | 8      | 0    | 1983–1985 |
| Christian Terlizzi | 1      | 0    | 2006      |
| Marco Verratti     | 4      | 1    | 2012–     |
| Luciano Zauri      | 5      | 0    | 2001–2002 |

(Stand: 11. November 2013)

## Serie-A-Statistiken
Höchster Heimsieg
- 30. Mai 1993 Pescara–Juventus Turin 5:1

Höchster Auswärtssieg
- 13. September 1987 Inter Mailand–Pescara 0:2
- 19. Februar 1989 AS Rom–Pescara 1:3

Höchste Heimniederlage
- 10. November 2012 Pescara–Juventus Turin 1:6

Höchste Auswärtsniederlage
- 11. Oktober 1987 SSC Neapel–Pescara 6:0
- 23. Oktober 1988 SSC Neapel–Pescara 8:2

## Erfolge
- Serie B-Sieger: 2 (1986/87, 2011/12)
- Serie C-Sieger: 2 (1940/41, 1973/74)
- Serie D-Sieger: 1 (1972/73)
- Aufstieg in die Serie A: 1976/77, 1978/79, 1986/87, 1991/92, 2011/12, 2015/16

## Stadion
Seine Heimspiele trägt die Mannschaft im Stadio Adriatico – Giovanni Cornacchia von Pescara aus. Es wurde am 29. Dezember 1955 mit dem Freundschaftsspiel Pescara Calcio gegen Como Calcio eröffnet und verdankt seinen Namen der Nähe zur Adria, die man nach fünf Gehminuten erreicht.
Im Stadion finden zurzeit 20.476 Menschen Platz. Das Spielfeld misst 105 × 68 Meter und ist von einer Leichtathletikanlage umgeben.

Marathontor
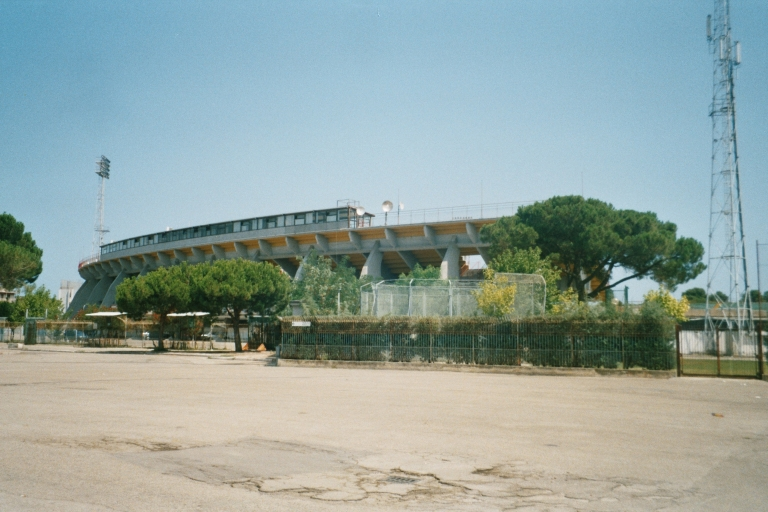
Heimstätte von Pescara Calcio – Stadio Adriatico
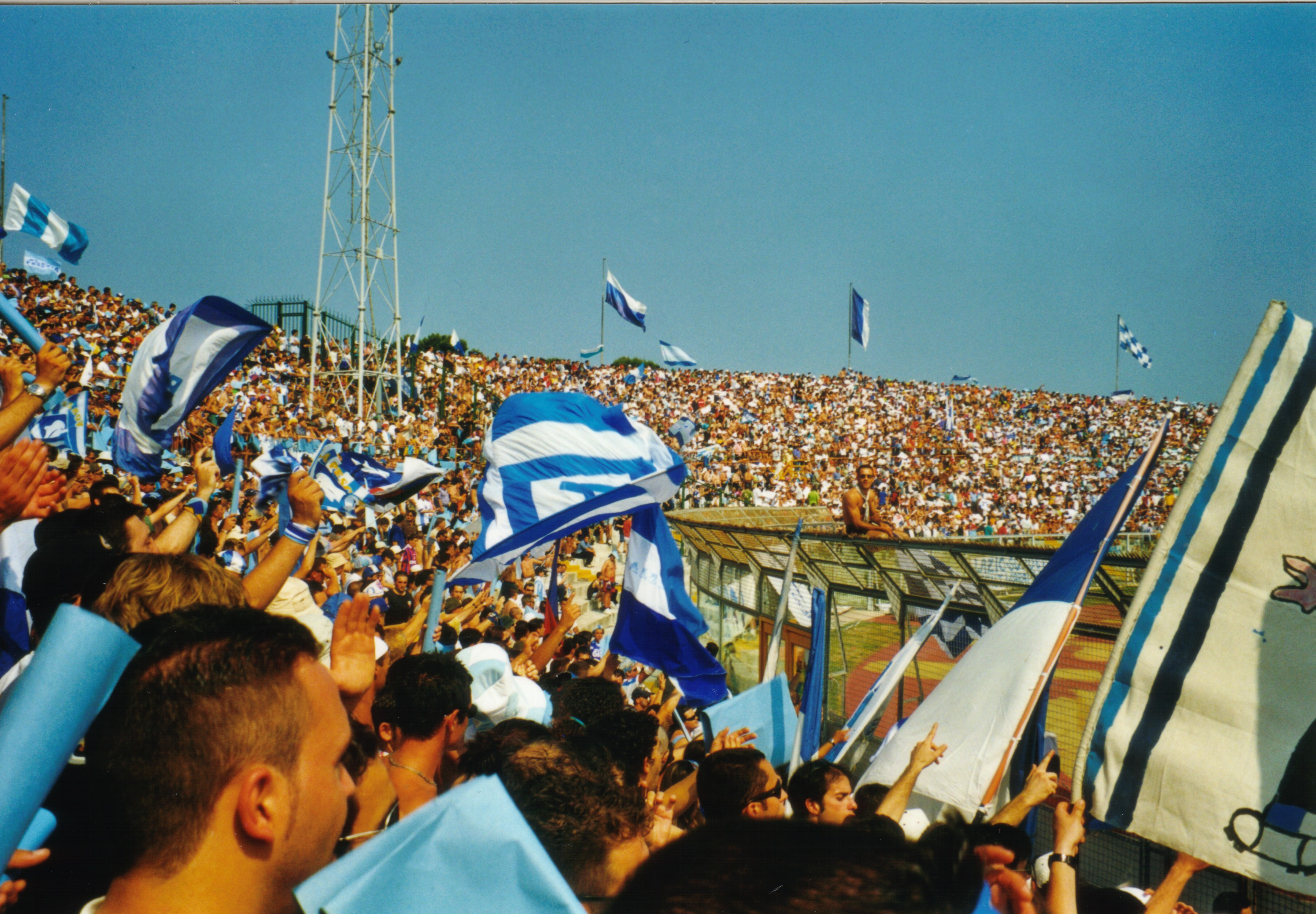
Curva Nord – Saison 1998/99 – Pescara – Brescia Calcio 3:2 (13. Juni 1999)
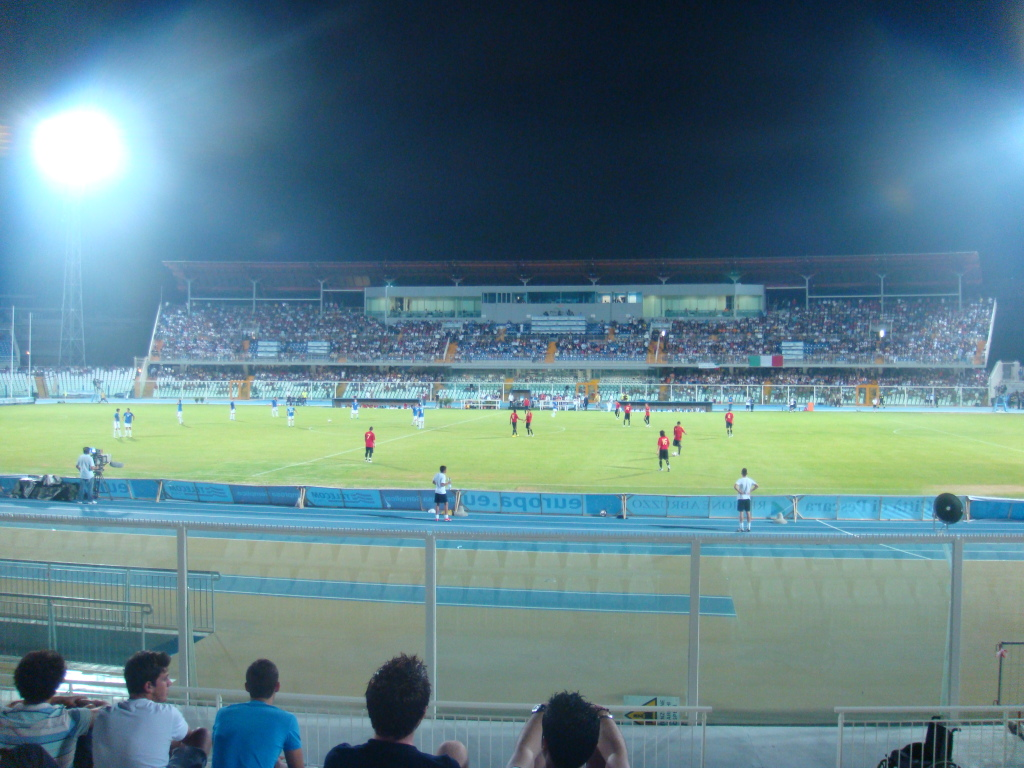
Das Stadio Adriatico – Endspiel der Mittelmeerspiele 2009 – Italien – Spanien 1:2 (4. Juli 2009)

## Fanclubs
Die beiden größten Fanclubs sind die Pescara Rangers und die Cherokee. Beide stehen bei den Heimspielen in der Curva Nord „Marco Mazza“. Die im Jahr 1985 gegründeten Bad Boys wurden im Mai 2004 aufgelöst.